# Take a Bow (canción de Rihanna)
«Take a Bow» es una canción de la cantante de R&B, Rihanna. escrita por el cantante y compositor Ne-Yo y el equipo de producción de Stargate. Es el quinto sencillo del álbum de Rihanna, Good Girl Gone Bad (2007) en general, pero primero a partir de la edición del relanzamiento del álbum, Good Girl Gone Bad: Reloaded.

## Antecedentes
La canción se estrenó en KZZP y Johnjay KRQQ y Rich en la mañana del 14 de marzo de 2008, y se puso a disposición los medios de comunicación más tarde ese mismo día. Fue lanzado oficialmente a EE. UU. Top 40 de radio el 15 de abril de 2008 y de iTunes en 6 de mayo de 2008, donde ha demostrado ser muy popular tanto en los Estados Unidos e internacionalmente. Hasta la fecha el único que ha alcanzado la posición número 1 en iTunes de Estados Unidos, Canadá, Reino Unido, Nueva Zelanda, Dinamarca e Irlanda, y ha alcanzado los Top 10 en más de dieciocho países de todo el mundo. En el Reino Unido solo fue comunicado el 12 de mayo. En Europa fue lanzado un mes después, el 6 de junio. Debido a las descargas digitales, "Take a Bow", trazado en el número 45 en Italia antes de su lanzamiento oficial fijado para el 28 de julio de 2008, de acuerdo con un canal de música italiana que ha introducido "Take A Bow" en su lista de reproducción en esa fecha. En Francia, la canción ha sido puesto en libertad dos meses después de la fecha de lanzamiento europeo, previsto para el 6 de junio de 2008, el 21 de julio de 2008.

## Crítica
Bill Lamb de About.com dijo que "Rihanna tiene la capacidad única para ofrecer las letras sin pestañear una pestaña, y este es otro éxito, aunque un poco sin vida, para el dúo. Puedes buscar que sea la novena de Rihanna, sí novena, arriba 10 pop sencillo y la producción de la canción se utiliza breves apartes hablado de Rihanna con gran efecto. Es su por favor, y desdeñosa risita que pueden ser los elementos más memorables de este esfuerzo. También añade: "El respaldo basado en un teclado de "Take a Bow" es, por ahora, estándar, Stargate y no pone en entredicho su mejor esfuerzo. Sin embargo, es probable que encuentre cantando después de las primeras veces a través, y que debe ser suficiente ahora mismo para mantener a Rihanna en congraciarse con los programadores de radio pop". Chuck Taylor de la revista Billboard revisó la canción y dijo: "Con las superestrellas Stargate y Ne-Yo en el timón, la balada aterciopelada late con piano bien aplicada y cuerdas, como el cantante ofrece un instantáneamente reconocible con voz convincente desconcertado, con soberbia de reír". Nick Levine de Digital Spy escribió, "Take A Bow" hace lo que se propone hacer muy bien, pero es un underwhelming seguimiento de la fiebre del baile de "Don't Stop the Music".

## Rendimiento en listas
En la edición del 24 de mayo de 2008, "Take a Bow" saltó 58 puntos a partir del número cincuenta y ocho al número uno en el Billboard Hot 100. Este es el sexto mejor salto en la historia de la lista de las canciones de escalada al número uno. La canción también se abrió con la tercera mejor cifra de ventas digitales en cartelera de la historia al cuadro de acumular 267.000 unidades vendidas en una semana después de estar disponible sólo en la radio. La canción se ha convertido en el caliente tercio de Rihanna del Billboard Hot 100, el número uno después de "Umbrella" y "S.O.S", que encabezó las listas en la misma época en 2007 y 2006, respectivamente. "Take A Bow" es el segundo sencillo número uno del álbum Good Girl Gone Bad. La canción se mantuvo en el top 10 durante 15 semanas, es su más larga estancia en el Billboard Hot 100 en el Top 10. La canción también se disparó en marcha a partir del número 70 al 1 en la lista de ventas de Canadá en la misma semana, por lo que es el salto más grande en la historia del gráfico. 
La canción aparece en la lista número tres en las canciones del verano de 2008 publicado por la revista Billboard. 
En el Reino Unido "Take a Bow" debutó en el Top 10 en el número dos en el UK Singles Chart, basado en las descargas solamente, y la siguiente semana ascendió al número uno, donde permaneció durante dos semanas consecutivas, convirtiéndose en el segundo sencillo número uno en el Reino Unido después de "Umbrella" en el 2007. Se pasó 27 semanas en el UK Singles Chart (su quinta más larga de gráficos) y se convirtió en la canción vigésimo de mayor venta en el Reino Unido. En febrero de 2010, las ventas de "Take a Bow" obtuvo certificación de Oro en el estado europeo. En suma, de acuerdo a la compañía The Official UK Charts Company, «Take a Bow» ha vendido alrededor de 380 mil copias en el Reino Unido, las cuales le convierten en el quinto sencillo más vendido de Rihanna en el estado, después de «Umbrella», «Disturbia», «Rude Boy» y «Don't Stop the Music», respectivamente.
La canción fue también un éxito en Oceanía. "Take A Bow" debutó en el número 30 en Australian ARIA Singles Chart, y la semana siguiente subió 17 lugares hasta el número trece, y fue nombrado un intérprete de bala para esa semana. Se subió a los diez primeros en el número diez en su tercera semana y alcanzó el número seis en su cuarto. "Take A Bow" finalmente alcanzó su posición máxima en el número tres durante dos semanas, y es el cuarto éxito Top 5 de Good Girl Gone Bad allí. En Nueva Zelanda, el sencillo debutó en el número cuatro en la de Nueva Zelanda RIANZ Singles Chart, y desde entonces ha enarbolado en el número dos durante cinco semanas, impidió alcanzar el primer puesto de Chris Brown "Forever". 
El sencillo se ha convertido en uno de los éxitos más grandes de Rihanna y de radio más grandes de toda su carrera en los Estados Unidos, sólo superada por "Umbrella", que tenía la ventaja de una mayor en radios urbanos. Con el puesto entre los diez primeros en el Top 40, rítmica, y Urban. La canción también alcanzó el número uno en Mediabase, convirtiéndose en un segundo número de Rihanna en esta tabla, después de "Umbrella". En la semana 26 de julio, el solo alcanzó el primer lugar del Hot 100 Airplay. "Take A Bow" estuvo 379 semanas en listas.

## Video musical
El video musical fue filmado abril 2008 y es dirigido por Anthony Mandler, que ha dirigido varios de sus videos anteriores. El video completo fue puesto en libertad 25 de abril de 2008. Pasó 27 días en BET 106 & Park, ocho de los días pasados en el # 1, y es también el primero de Rihanna en estar # 1 en 106 & Park. El video fue nominado para Mejor video Femenino y Mejor Dirección en los MTV Video Music Awards.El video ha sido visto más de 100 millones de veces en el sitio para compartir vídeos Youtube, desde septiembre de 2009 hasta el 1 de agosto de 2013, otorgándole su VEVO Certificado #15.

## Cultura pop
Un remix fue creado por el Canal 955, un Top 40 de radio, durante el apogeo de la popularidad de la canción y durante la altura del exalcalde Kwame Kilpatrick con problemas legales de Detroit en el escándalo de mensajes de texto, en el que de forma anónima envió documentos implícita de su perjurio durante la Denunciante demanda, además de historias frecuentes, previo de su corrupción en la función. Sus discursos públicos se incorporaron a la canción y estaba disponible para su descarga en la página web de la radio, pero ahora sólo se puede escuchar en YouTube. Una muestra de esta canción también se utilizó en la película House Bunny. La canción fue utilizada también como el "adiós" en el tema de la mejor estación de Estados Unidos Dance Crew 2. El 20 de marzo de 2009, el episodio de El juego se titula "Take a Bow", donde Tasha trata de evitar que Rick (interpretado por Rick Fox) pierda su trabajo y ha sido referido en la temporada 3. Lea Michele lo cantó en el episodio "Showmance" de la serie de televisión de Glee, y debutó en el Billboard Hot 100 en el número 46 y el Reino Unido en el 36. Esta versión de la canción ha vendido más de 85.000 copias hasta ahora.

## Premios y nominaciones
| Año  | Ceremonia              | Premio                      | Resultado |
| ---- | ---------------------- | --------------------------- | --------- |
| 2008 | MTV Video Music Awards | Mejor video Femenino        | Nominado  |
| 2008 | MTV Video Music Awards | Mejor Dirección en un Video | Nominado  |
| 2008 | People's Choice Awards | Canción R&B Favoita         | Nominado  |

## Formatos
| US promo CD single (DEFR16884-2) 1. "Take a Bow" (Álbum Versión) - 3:46 2. "Take a Bow" (Instrumental) - 3:46 International CD Single (1774172) 1. "Take a Bow" (Álbum Versión) - 3:46 2. "Don't Stop the Music" (Solitaire's More Drama Remix) - 8:08 GR enhanced CD single (602517719262) 1. "Take a Bow" (Álbum Versión) - 3:46 2. "Don't Stop the Music" (Solitaire's More Drama Remix) - 8:08 3. "Take a Bow" (Instrumental) - 3:46 4. "Take a Bow" (Video) GR 12" picture disc vinyl (1773578) Side A & B 1. "Take a Bow" (Álbum Versión) - 3:46 2. "Don't Stop the Music" (Solitaire's More Drama Remix) - 8:08 | EU promo CD single (RIBOWCDX1) 1. "Take a Bow" (Seamus Haji & Paul Emanuel Radio Edit) – 3:56 2. "Take a Bow" (Tony Moran & Warren Rigg Encore Radio Edit) – 4:02 3. "Take a Bow" (Groove Junkies Moho Radio Edit) – 3:52 4. "Take a Bow" (Subkulcha Radio Edit) – 4:21 5. "Take a Bow" (Seamus Haji & Paul Emanuel Club) – 8:34 6. "Take a Bow" (Tony Moran & Warren Rigg Encore Club) – 9:18 7. "Take a Bow" (Groove Junkies Moho Club) – 7:21 8. "Take a Bow" (Subkulcha Club) – 6:16 9. "Take a Bow" (Groove Junkies Moho Dub) – 6:42 10. "Take a Bow" (Groove Junkies Moho Dubstrumental) – 6:42 Digital CD Remixes. 1. "Take a Bow" (Seamus Haji & Paul Emanuel Club Mix) – 8:34 2. "Take a Bow" (Tony Moran & Warren Rigg's Encore Club Mix) – 9:18 3. "Take a Bow" (Groove Junkies MoHo Club Mix) – 7:21 4. "Take a Bow" (Subkulcha Club Mix) – 6:16 5. "Take a Bow" (Groove Junkies Moho Dub) – 6:41 Glee 1. "Take a Bow" (Glee Cast) |

## Listas y certificaciones
| Lista                              | Mejor Posición |
| ---------------------------------- | -------------- |
| Australian Singles Chart           | 3              |
| Austria Top 75                     | 6              |
| Bulgarian Singles Chart            | 6              |
| Canadian Hot 100                   | 1              |
| Ireland Singles Chart              | 1              |
| New Singles chart                  | 2              |
| Slovakia Singles Chart             | 1              |
| Swedish Singles Chart              | 12             |
| Swiss Singles Chart                | 7              |
| UK Singles Chart                   | 1              |
| US Billboard Hot 100               | 1              |
| US Billboard Pop Songs             | 1              |
| Belgium Singles Chart Flanders     | 13             |
| Belgium Singles Chart Wallonia     | 15             |
| Dannish Singles Chart              | 1              |
| Dutch Top 40                       | 10             |
| European Hot 100 Singles           | 3              |
| US Billboard Hot R&B/Hip-Hop Songs | 1              |
| Finnish Singles Chart              | 17             |
| French Singles Chart               | 12             |
| German Singles Chart               | 6              |
| US Billboard Digital Songs         | 1              |
| US Billboard Radio Songs           | 1              |

| 2008                           |    |
| US Billboard Digital Songs     | 19 |
| US Billboard Pop Songs         | 8  |
| US Billboard R&B/Hip-Hop Songs | 28 |
| US Billboard Hot 100           | 12 |
| Canadian Digital Songs         | 17 |
| European Hot 100 Singles       | 23 |
| Ireland Single Chart           | 8  |
| Australia Singles Chart        | 25 |
| Australia Urban Singles        | 9  |
| UK Singles Chart               | 20 |
| Swiss Singles Chart            | 36 |
| New Zeland Singles Chart       | 16 |

| Listas (2000-09)                     | Posición |
| ------------------------------------ | -------- |
| US Billboard Digital Songs of Decade | 73       |
| US Billboard Pop Songs of Decade     | 48       |
| US Billboard Ringtones of decade     | 39       |

| País           | Certificación | Ventas/Remesas | Ref.   |
| -------------- | ------------- | -------------- | ------ |
| Australia      | 3× Platino    | 210 000        | [ 8 ]  |
| Dinamarca      | Platino       | 15 000         | [ 10 ] |
| Estados Unidos | 4× Platino    | 3 000 000      | [ 11 ] |
| Japón          | Oro           | 100 000        | [ 12 ] |
| Nueva Zelanda  | Oro           | 7 500          | [ 13 ] |
| Reino Unido    | Oro           | 499 900        | [ 14 ] |